# Baumsichelwanze

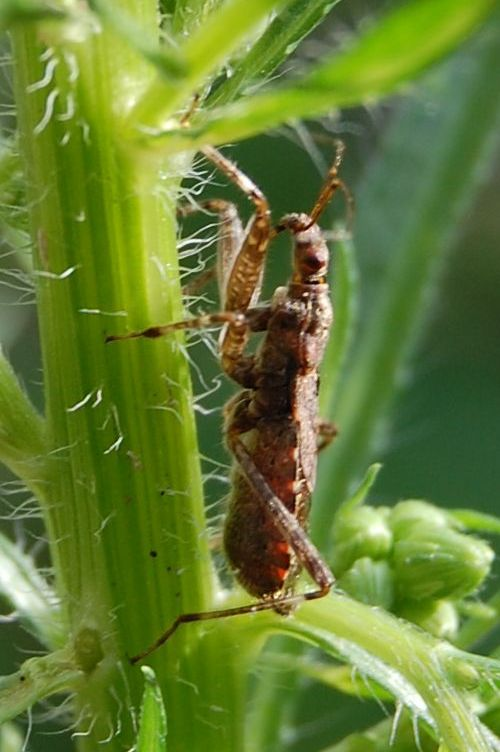
Weibchen, Profil

Die Baumsichelwanze (Himacerus apterus, Syn. Nabis apterus), auch Ungeflügelte Sichelwanze genannt, ist ein zur Familie der Sichelwanzen (Nabidae) gehörendes Insekt innerhalb der Unterordnung der Wanzen (Heteroptera).  

## Merkmale
Die vergleichsweise große und dunkel- bis rotbraune Baumsichelwanze erreicht Körperlängen zwischen 8,6 und 11,5 Millimetern. Die Segmente des etwas nach oben gebogenen Hinterleibsrandes (Connexivum) tragen keine auffällig helleren Flecken, wie der ähnliche, aber deutlich kleinere Himacerus mirmicoides. Im Vergleich mit dieser Art sind außerdem die Fühler deutlich länger. Die Flügel sind meist deutlich verkürzt, langflügelige (makroptere) Formen sind selten und treten meist bei Weibchen auf. Diese haben im Vergleich zu den Männchen einen auffallend verbreiterten Hinterleib.

## Verbreitung und Lebensraum
Himacerus apterus ist paläarktisch verbreitet. Er bewohnt die gemäßigte Zone; das Verbreitungsgebiet erstreckt sich im Norden bis nach Litauen, nach Osten reicht sein Areal bis Sibirien und bis nach China und Japan. Die Art fehlt im Südwesten Europas. Mit Pflanzentransporten wurde sie bis nach Kanada verschleppt. 
Die Art gilt als anpassungsfähig und lebt in Wäldern, Parks bis hin zu städtischen Ruderalflächen. Während die erwachsenen Tiere und älteren Larven in höheren Vegetationsschichten vor allem auf Sträuchern und Bäumen leben, halten sich die jungen Larven auch in der Krautschicht und in Bodennähe auf.

## Ernährung
Die Wanze ernährt sich ausschließlich räuberisch, wobei sie wenig spezialisiert ist. Ihre Beute besteht aus kleineren Insekten (Blattläuse, Blattflöhe, kleineren Käfern und Wanzen, deren Larven und Eier) sowie aus Milben. Die Beute darf dabei nicht ihre eigene Körpergröße übertreffen. Gelegentlich ist die Art saugend an Pflanzengewebe zu beobachten, dies dient jedoch nicht der Nahrungs-, sondern vermutlich eher der Wasseraufnahme. Die Vorderbeine benutzt H. apterus nur zum Festhalten der Beutetiere beim Anstechen. Während des Aussaugens kann die Beute frei umher getragen werden.

## Fortpflanzung und Entwicklung
Die Weibchen stechen ihre Eier mit ihrem Legebohrer vor allem im September überwiegend in Pflanzenstängel und seltener in junge Triebe von Gehölzen. Die Überwinterung erfolgt im Eistadium. Im Frühling schlüpfen die Larven. Die Wanzenart durchläuft vier Larvenstadien. Ab Juli sind die Wanzen erwachsen und vor allem die Weibchen leben bis in den Oktober.